# Lydella oryzae
Lydella oryzae là một loài ruồi trong họ Tachinidae.